# روبرت بينغهام
روبرت بينغهام (بالإنجليزية: Robert Bingham)‏ هو لاعب كرة قدم أمريكية أمريكي، ولد في 14 فبراير 1888 في إيست هادام في الولايات المتحدة، وتوفي بنفس المكان في 8 مارس 1929.